# Троица (скульптурная композиция в Ярославле)
«Троица» — скульптурная композиция в Ярославле. Расположена в историческом центре города, в верхнем ярусе парка на Стрелке. Автор проекта — художник Николай Мухин при участии скульптора Елены Пасхиной и архитектора Игоря Трейвуса.
«Троица» представляет собой попытку, с одной стороны, скульптурно осмыслить великое творение Андрея Рублёва, а с другой — найти современное художественное решение. Это единственное в России скульптурное изображение ветхозаветной Святой Троицы.
Открытие памятника состоялось с благословения патриарха Алексия II, и затем архиепископ Михей (Хархаров) освятил скульптуру. Скульптурная композиция «Троица» установлена в честь тысячелетия распространения христианства на Руси рядом с фундаментами разрушенного в 1930-е годы Успенского собора.
Скульптура «Троица» стала одним из символов города Ярославля и послужила началом строительства нового Успенского кафедрального собора, который был построен и освящён в 2010 году к тысячелетию города Ярославля.